# ヴィゴ・ファウスベル

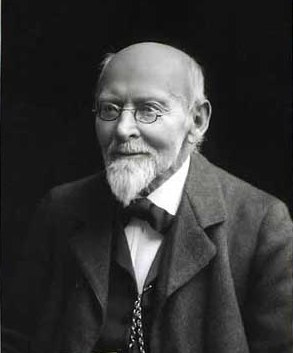

ミケール・ヴィゴ・ファウスベル（Michael Viggo Fausbøll、1821年9月22日 - 1908年6月3日）は、デンマークの東洋学者、インド学者。ヨーロッパの初期のパーリ語研究者として知られる。

## 生涯と業績
ファウスベルはレムヴィーのホーヴェ教区（今の中央ユラン地域）に生まれ、コペンハーゲン大学でニルス・ルズヴィ・ヴェスタゴーに東洋諸言語を学んだ。学生時代の1843年にサンスクリット統辞論の論文で大学の金メダルを受賞した。
ラスムス・ラスクによってコペンハーゲン大学にもたらされた大量のパーリ語写本をファウスベルは研究し、まず1855年に『法句経』の校訂本を出版した。
- Dhammapadam. Havnia, Lipsia, Londinium. (1855)

その後、ロンドンを訪れて写本を研究した。
帰国後、1861年からコペンハーゲン大学の副司書になった。1878年にヴェスタゴーが没すると、その後任として同大学のインド文献学とサンスクリットの教授に就任した。1902年に退官した。
ファウスベルが校訂本を出版した書物には『ジャータカ』（7巻）や『スッタニパータ』（2巻）がある。『ジャータカ』に関しては1861年から部分的に校訂本を出版しており、ライフワークになった。
- The Jātaka: together with its Commentary. 1. London: Trübner. (1877) 巻2(1879) 巻3(1883) 巻4(1887) 巻5(1891) 巻6(1896) 巻7(1897)
- The Sutta-Nipâta. Oxford: Clarendon Press. (1881)（東方聖典叢書収録、『スッタニパータ』の英訳）
- The Sutta-Nipāta. London: The Pāli Text Society. (1885) 巻2(1894)（本文と語彙集）

パーリ語以外では『マハーバーラタ』に関する著書がある。
- An Indian Mythology according to the Mahabharata. London: Luzac & Co. (1902)